# Robur, der Herr der sieben Kontinente
Das Retro-Sci-Fi-Abenteuer Robur, der Herr der sieben Kontinente (Originaltitel: Master of the World) mit Vincent Price als Robur, dem Kapitän Nemo der Lüfte, und Charles Bronson als US-Agent John Strock ist ein Film von William Witney aus dem Jahr 1961, der Jules Vernes Romane Robur der Eroberer und Der Herr der Welt vermischt.

## Handlung
Um einen geheimnisvollen Krater in der Nähe von Philadelphia zu erforschen, startet Waffenfabrikant Prudent mit einem Heißluftballon zu einem Erkundungsflug. Mit an Bord sind seine Tochter Dorothy, sein Assistent Philip Evans und der Regierungsagent Strock.
Nach ergebnisloser Beobachtung wird ihr Ballon plötzlich abgeschossen und stürzt in die Tiefe. Als die vier einige Stunden später aus ihrer Bewusstlosigkeit erwachen, finden sie sich an Bord des riesigen, technisch weit überlegenen Luftschiffes „Albatros“ wieder, das von Kapitän Robur befehligt wird.
Prudent erkennt schnell, dass die „Albatros“ ein Machtinstrument darstellt, gegen das es keine Verteidigung gibt. Das weiß auch Robur. Sein Ziel ist es, den Krieg mit aller Gewalt zu bekämpfen. Er überquert Meere und Kontinente, um alle militärischen Waffen dieser Welt zu zerstören. Er demonstriert seine Allmacht mit der Vernichtung der britischen Flotte.
Das passt einem Waffenfabrikanten natürlich gar nicht. Gemeinsam mit Strock versucht Prudent, die „Albatros“ zu sabotieren.

## Hintergrund
Dieser Film ist neben Das Kabinett des Professor Bondi der zweite, in dem die Schauspieler Vincent Price und Charles Bronson Seite an Seite spielen.
Der Film startete in den Vereinigten Staaten im Mai 1961, in Deutschland am 5. Oktober 1962.

## Kritik
„Bescheidener, billig wirkender Abenteuerfilm nach Jules Verne.“

„Ist die Gestalt des Monsieur Robur in Jules Vernes Originalroman der Prototyp des ‚unpolitischen Wissenschaftlers‘, der sich nur dem technischen Fortschritt verpflichtet fühlt und moralische Bedenken nicht kennt (sein Luftschiff heißt in der Romanfassung bezeichnenderweise ‚Terror‘), so wird er in Witneys Verfilmung zu einem Quasi-Nemo, der von einem irrationalen Haß auf ‚die Menschen‘ getrieben wird, die angeblich nur vernichten und zerstören können“